# Botschaften aus Akka
Die Botschaften aus Akka (englisch Tablets of Bahá’u’lláh) ist eine Sammlung der Schriften Baha’u’llahs, dem Religionsstifter der Bahai.

## Inhalt
Die Textsammlung enthält unter anderem folgende Schriften, welche nach 1873 entstanden sind.

### Lawh-i-Karmil („Die Tafel vom Karmel“)
Diese Tafel von nur drei Seiten wurde vermutlich bei dem vierten Besuch Baha’u’llahs auf dem Berg Karmel im Jahre 1891 auf Arabisch offenbart und enthält Hinweise auf die Errichtung des Bahai-Weltzentrums auf jenem Berg. Shoghi Effendi erklärte diese Tafel, die auch in der Ährenlese enthalten ist, als Charta des Weltzentrums.

### Lawh-i-Aqdas („Die Heiligste Tafel“)
In dieser Tafel, welche nicht mit dem Kitab-i-Aqdas verwechselt werden darf, spricht Baha’u’llah auf Arabisch einen Gläubigen christlichen Hintergrunds an. Wegen des Inhalts wird diese Tafel gelegentlich auch als Sendbrief an die Christen bezeichnet. Hierin erklärt Baha’u’llah, dass er die „Wiederkunft Christi in der Herrlichkeit des Vaters“ ist.

### Bishárát („Die frohen Botschaften“)
Der Stil dieser Tafel lässt vermuten, dass sie nicht an ein Individuum gerichtet war, sondern an die Völker der Welt. Die Tafel enthält 15 Abschnitte, die frohe Botschaften genannt werden, über Themen wie die Abschaffung von Verordnungen und Bräuche wie Heiliger Krieg, der klösterlichen Zurückgezogenheit und der Beichte von Sünden; Darlegungen über die Einführung einer universellen Sprache und Schrift und der Begründung des Geringeren Friedens; Arbeit als Andacht, das Haus der Gerechtigkeit und die Majestät des Königtums.

### Tarázát („Der Schmuck“)
Diese Tafel wurde für einen bisher nicht bekannten Gläubigen offenbart und enthält sechs Abschnitte, die Taráz genannt werden, über Themen wie Selbsterkenntnis, das Verkehren „mit den Anhängern aller Religionen in Freude und Eintracht“, guter Charakter, Vertrauenswürdigkeit und die Würdigung von Kunst, technischer Fähigkeiten, Wahrheitsliebe und Genauigkeit. Am Ende spricht er die Anhänger des Babs an und Hádí Dawlat-Ábádí, einen Mullah aus Isfahan, der sich zum Babismus bekannte, aber später seinen Glauben widerrief.

### Tajallíyát („Der Strahlenglanz“)
Diese Tafel wurde etwa 1885/6 zu Ehren von Ustád Ali-Akbar-i-Banná offenbart, der mit an den Entwürfen für das erste Haus der Andacht in Aşgabat arbeitete und 1903 als Märtyrer in Yazd starb. Die ersten Seiten wurden auf Arabisch und der Rest auf Persisch offenbart. Die Tafel enthält vier Abschnitte, die Tajallí genannt werden, in denen Folgendes erklärt wird: die Erkenntnis Gottes; die Standhaftigkeit in der Sache Gottes; den Wert von Künsten, Gewerbe und Wissenschaften, die den Völkern der Erde nützen und nicht solche, „die mit Worten beginnen und mit Worten enden“, und die Anerkennung der Göttlichkeit in seiner Manifestation.

### Kalimát-i-Firdawsíyyih („Worte des Paradieses“)
Diese Tafel wurde ungefähr 1890 zu Ehren des persischen Bahai-Lehrers und Schriftstellers Hají Haydar Alí offenbart und enthält elf Abschnitte, die Blätter des Höchsten Paradieses genannt werden. Diese behandeln die Gottesfurcht, geben Empfehlungen an die Herrscher, die Geistlichen, die Gelehrten, die Weisen, das Volk auf Erden, das Volk Gottes und das Volk Bahás über Barmherzigkeit, Einheit, Gerechtigkeit, Mäßigung und Weisheit und bezeichnet Einsiedelei und Askese als nicht annehmbar in Gottes Gegenwart. Darin instruiert Bahá’u’lláh das Haus der Gerechtigkeit über jene Dinge zu beraten, die nicht ausdrücklich im Buche offenbart sind, und zu vollziehen, was sie für gut halten. Außerdem warnt Bahá’u’lláh: „Eine Höllenmaschine wurde ausgeheckt und erweist sich als Waffe der Zerstörung, so grausam, wie man es nie zuvor gesehen oder gehört hat.“ und fügt hinzu: „Seltsame, verblüffende Dinge gibt es in der Erde; aber sie sind dem Geist und Verständnis des Menschen verborgen. Diese Dinge sind imstande die ganze Erdatmosphäre zu verwandeln und eine Verseuchung mit ihnen wäre tödlich“.

### Lawh-i-Dunyá („Sendschreiben über die Welt“)
Dieses Sendschreiben wurde 1891 auf Persisch zu Ehren von Àqá Mirzá Aqáy-i-Afnán offenbart. Der Adressat war ein Neffe von Khadijih Bagum, der Frau des Bab. In diesem Sendschreiben, das teilweise auch in der Ährenlese veröffentlicht wurde, verkündigt Bahá’u’lláh einige seiner Lehren um die menschliche Gesellschaft zu rekonstruieren. Viele dieser Lehren wurden bereits mehrmals offenbart, wie z. B. die Etablierung einer internationalen Sprache, Erziehung usw. Er knüpft große Wichtigkeit an die Landwirtschaft, empfiehlt die konstitutionelle Regierung, ruft das Haus der Gerechtigkeit auf den Geringeren Frieden zu fördern usw.

### Ishráqát („Die Pracht“)
Die Tafel ist an den Kupferschmied Jalíl-i-Khu`í aus der persischen Provinz Aserbaidschan gerichtet und beantwortet insbesondere seine Frage zu dem Thema der Größten Unfehlbarkeit. Die Tafel beginnt auf Arabisch und wird auf Persisch fortgesetzt. Am Ende der Tafel stellt Bahá’u’lláh unter neun Überschriften, die alle mit Ishráq bezeichnet werden, einige seiner grundlegenden Lehren dar. Bahá’u’lláh bezeichnet explizit das achte Ishráq als Nachtrag für den Kitab-i-Aqdas.

### Lawh-i-Hikmat („Tafel der Weisheit“)
Diese Tafel wurde 1873/4 für Nabil-i-Akbar auf Arabisch offenbart. Nabil war ein persischer Mudschtahid, der unter anderem Philosophie studiert hatte. Die Tafel behandelt unter anderem den Ursprung der Schöpfung, behauptet, dass das Wesen und die Grundlage der Philosophie von den Propheten stammen, und geht ausführlich auf die Werke und Ansichten der alten Philosophen und Weisen ein. Genannt werden unter anderem Aristoteles, Empedokles, Hippokrates von Kos, Platon, Pythagoras, Sokrates und Balinus, welcher als Apollonios von Tyana bekannt ist. Einige der hierbei erwähnten Details findet man nicht in Geschichtsbüchern oder widersprechen den historischen Aufzeichnungen.

### Asl-i-Kullu’l-Khayr („Worte der Weisheit“)
Diese Tafel von nur drei Seiten enthält Aphorismen der Weisheit. Baha’u’llah offenbarte über die Weisheit: „Sie ist des Menschen unfehlbare Beschützerin. Sie hilft ihm und stärkt ihn. Die Weisheit ist Gottes Botin; sie enthüllt Seinen Namen, der Allwissende.“ (Baha’u’llah: Worte des Paradieses). Außerdem offenbarte er: „Wisset: Weisheit bedeutet, Gott zu fürchten, Ihn zu erkennen und Seine Manifestationen anzuerkennen“. (Baha’u’llah: Súratu’l-Mulúk)

### Lawh-i-Maqsúd („Sendschreiben an Maqsúd“)
Der Adressat dieses Sendschreibens, das auch teilweise in der Ährenlese enthalten ist, war einer der frühen Gläubigen, der in Damaskus und Jerusalem lebte. In diesem Sendschreiben verkündigt Baha’u’llah den Völkern, dass das Heiligtum der Einheit errichtet wurde. Zur Erreichung der Einheit auf individueller Ebene behandelt er die Ausbildung und Erziehung und definiert einen wirklichen Menschen als jemanden, der sich heute dem Dienst am ganzen Menschengeschlecht hingibt. Daher sollte solches Wissen erworben werden, das sowohl den Gebildeten als auch der ganzen Menschheit von Nutzen ist. Studien, die mit Worten anfangen und mit Worten enden, waren und werden niemals von Wert seit. Als Beispiel nennt er die meisten Gelehrten Persiens, die ihr ganzes Leben mit dem Studium einer Philosophie verbringen. Auf gesellschaftlicher Ebene plädiert er dafür eine internationale Versammlung abzuhalten, bei der in Anwesenheit der Herrscher und Könige die Grundlagen zum Größten Weltfrieden erarbeitet werden sollen. Er kündigt an, dass die Nationen dann weniger Soldaten benötigen. Außerdem hofft er, dass sich die religiösen Führer der Welt und ihre Herrscher vereint für die Neugestaltung dieses Zeitalters und die Wiederherstellung seiner Wohlfahrt erheben werden. Er rät denen, die an der Macht sind, Mäßigung in allen Dingen zu üben. Als Beispiel nennt er Freiheit und Zivilisation, die ins Übermaß gesteigert, einen verderblichen Einfluss auf die Menschen haben werden. Um die Einheit zu bewirken, regt er außerdem eine Expertenkonferenz der Völker an, bei der eine universelle Sprache und Schrift ausgewählt oder geschaffen werden soll, die sodann den Kindern in allen Schulen der Welt gelehrt werden muss.

### Súriy-i-Vafá („Sendschreiben an Vafá“)
In dieser Tafel werden die Fragen Vafás (= Treue), Ehrenname des Gläubigen Shaykh Muhammad-Husayn aus Schiraz, zur Wiederkehr, den Welten und Geboten Gottes und einer Warnung von Baha’u’llah bei seiner Abreise aus dem Irak beantwortet. Die Antwort zu den Welten Gottes, die als zahllos und als unendlich weit beschrieben werden, wird auch in der Ährenlese veröffentlicht. Außerdem erklärt Baha’u’llah die Bedeutung des Paradieses.

### Lawh-i-Siyyid-i-Mihdíy-i-Dahají („Sendschreiben an Siyyid Mihdíh-i Dahají“)
In diesem Sendschreiben gibt es viele Ermahnungen an die Gemeinde und an den Adressaten, der einer der besten Lehrer des Glaubens zur Zeit Baha’u’llahs war. Viele Gebote betreffen das Lehren des Glaubens. So empfiehlt Baha’u’llah unter anderem göttliche Verse auswendig zu lernen, damit diese im Verlaufe einer Ansprache wiedergegeben werden können.

### Lawh-i-Burhán („Sendschreiben vom Beweis“)
Dieses Sendschreiben wurde bald nach dem Märtyrertod Siyyid-Muhammad-Hassans und Siyyid Muhammad-Husayns am 17. März 1879 in Isfahan offenbart und ist an Shaykh Muhammad Baqir († Dezember 1893 in Nadschaf), der einer der führenden Mujtahids von Isfahan war und von Baha’u’llah als Wolf bezeichnet wurde, gerichtet. Das Sendschreiben wurde fast vollständig in dem Brief an den Sohn des Wolfes erneut offenbart.

### Kitáb-i-Ahd (Das „Buch des Bundes“)
Das Buch des Bundes umfasst in den Botschaften aus Akka 4,5 Seiten und stellt das Testament Baha’u’llahs dar, in dem er seinen letzten Willen kundtut und seinen ältesten Sohn Abdul-Baha zum Ausleger seiner Schriften bestimmt.

### Lawh-i-Ard-i-Bá („Sendschreiben über das Land Bá“)
Diese Würdigung Abdul-Bahas wurde 1879 an den ältesten Sohn Baha’u’llahs gerichtet, als er sich auf Einladung des Gouverneurs der Provinz Syrien in Beirut (Land Bá) aufhielt.